# Rhacophorus nigropalmatus
Grenouille volante de Wallace
Espèce
Statut de conservation UICN

 LC  : Préoccupation mineure
Rhacophorus nigropalmatus,  ou la grenouille volante de Wallace, est une espèce d'amphibiens de la famille des Rhacophoridae. Son nom vernaculaire fait référence au biologiste Alfred Russel Wallace, qui collecta le premier spécimen identifié.

## Répartition et habitat
Cette espèce se rencontre, :
- dans la péninsule Malaise en Malaisie péninsulaire et dans le sud de la Thaïlande ;
- en Indonésie sur l'île de Sumatra;
- sur l'île de Bornéo.

Elle vit dans la forêt sempervirente humide et dans les broussailles.

## Description

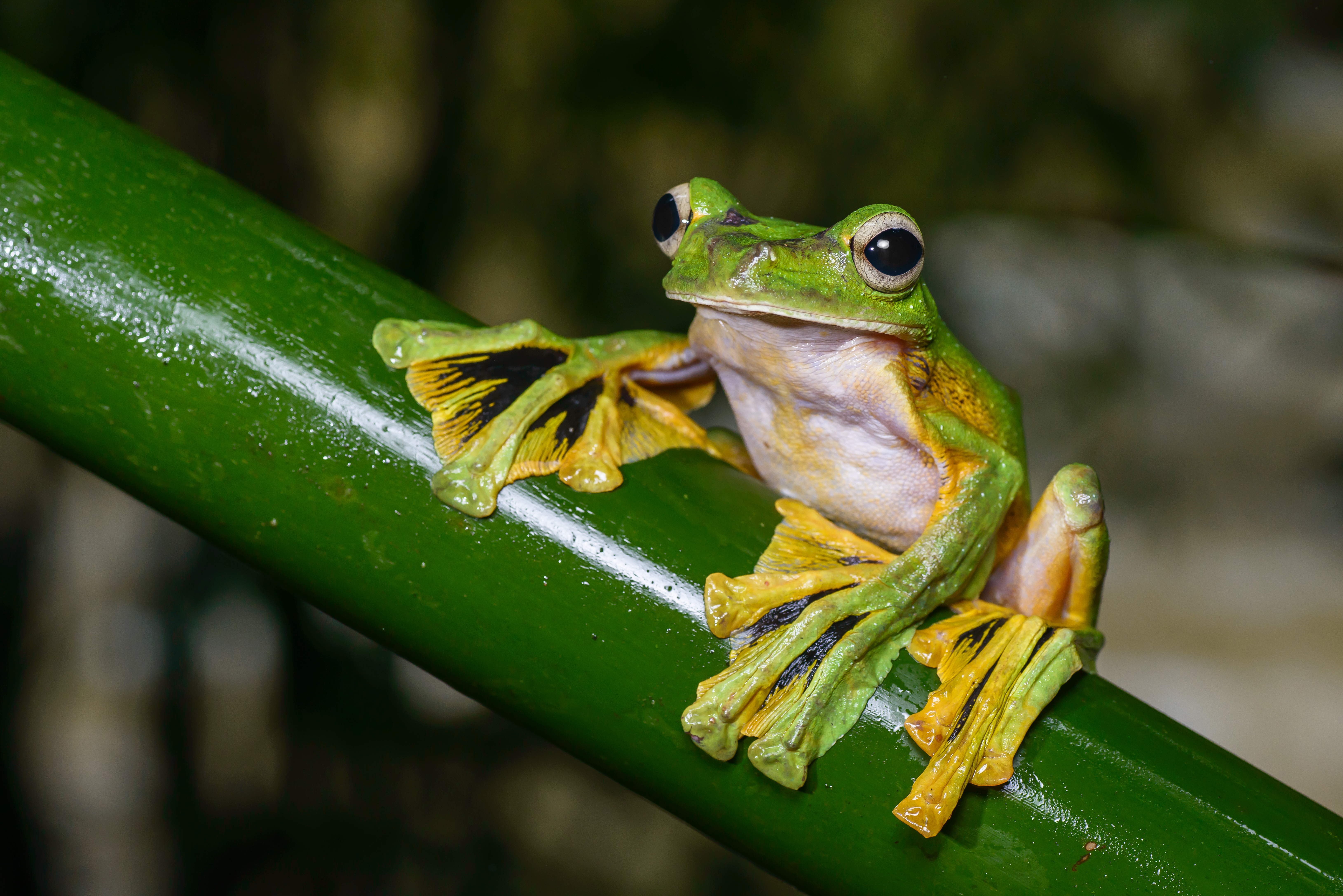
Grenouille volante de Wallace, parc national de Khao Sok, Thaïlande

Les têtards à l'éclosion mesurent 5 mm environ. À la fin de leur phase de développement, ils mesureront 2 cm.
Rhacophorus nigropalmatus, à l'âge adulte mesure entre 5 et 11 cm, on note que les mâles sont plus petits que les femelles. Cette grenouille a une tête plate. Ses grands yeux, dont la pupille est horizontale et l'iris de couleur blanchâtre, et ses tympans sont proéminents et ses pattes sont démesurées. Les larges membranes interdigitales de cette espèce de grenouille volante lui permettent de descendre de la cime des arbres aux étages inférieurs pour échapper aux prédateurs. Son dos est vert clair ou brillant et son ventre blanc ou jaune pâle. Un jaune plus vif colore le dessus des doigts et les membranes, qui sont noires à leurs bases. À l'extrémité de ses doigts, on distingue des disques adhésifs, plus petits sur les doigts des pattes postérieures que ceux des pattes antérieures, qui lui permettent une meilleure adhésion aux troncs d'arbres.

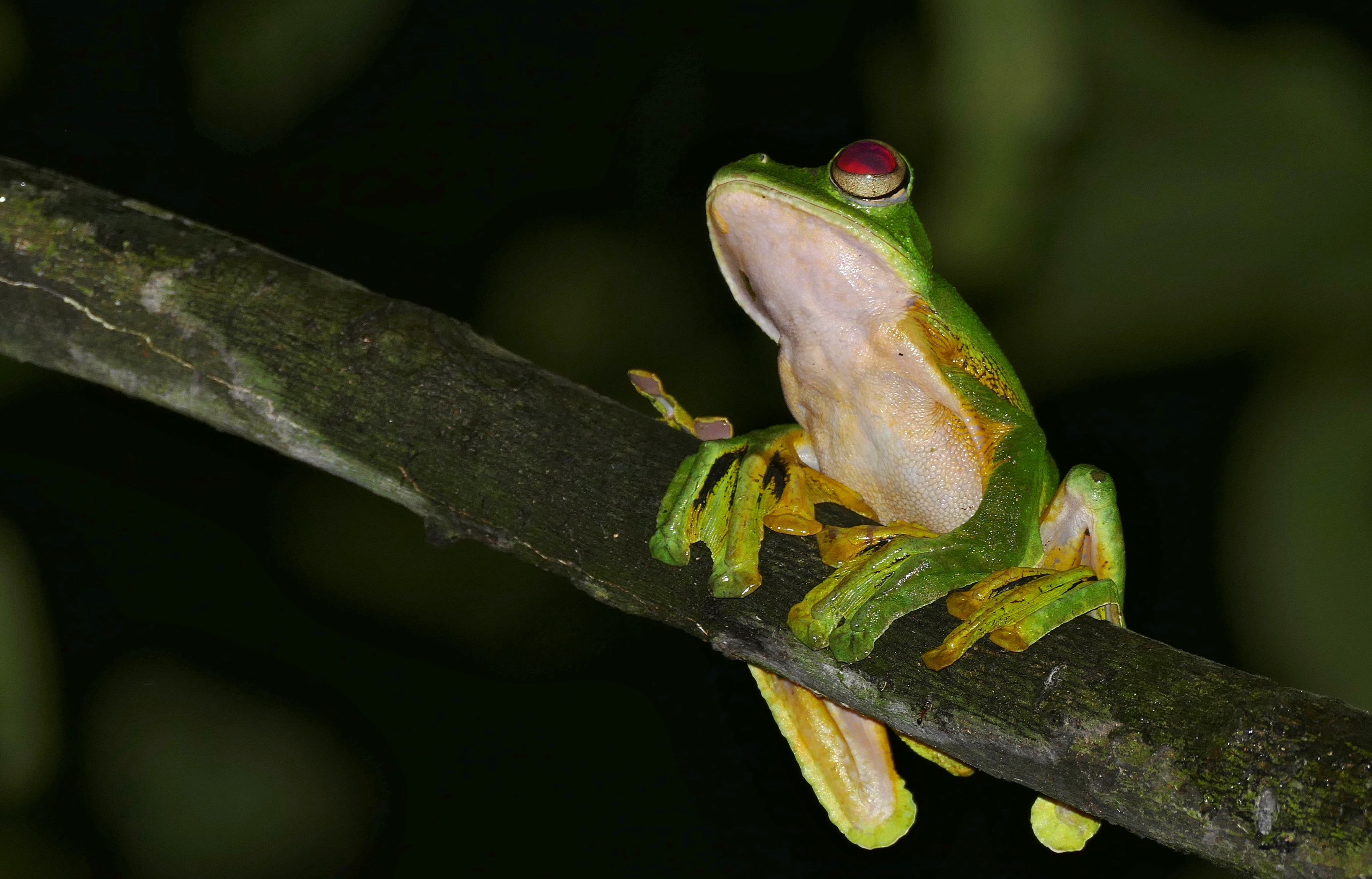
Grenouille volante de Rhacophorus nigropalmatus.

Ces créatures arboricoles très particulières vivent dans les forêts tropicales de Malaisie et de Bornéo. Elles passent le plus clair de leur temps perchées dans les arbres, redescendant occasionnellement sur Terre pour s’accoupler et pondre leurs œufs. Elles volent grâce à leurs doigts et à leurs orteils palmés, qui leur permettent de réaliser des bonds de plus de 15 mètres.

### Camouflage évolutif
Les jeunes spécimens vivent au sol et sont plus vulnérables aux prédateurs. Une étude autrichienne conduite en 2023 a mis en évidence l'utilisation par ces individus d'un camouflage permis par leur coloration rouge vif, tachetée de petits points blancs. Les jeunes grenouilles volantes de Wallace peuvent ainsi aisément se confondre avec des fientes d'oiseaux ou de chauves-souris lorsqu'elles sont au sol. À l'âge adulte, elles rejoignent les cimes et se fondent alors dans la canopée en se parant d'une longiligne silhouette vert émeraude moins visible parmi le feuillage.
Il s'agit d'un des rares exemples de modification du camouflage avec l'âge. Les résultats de cette étude viennoise « font de la grenouille volante de Wallace un exemple unique de la manière dont les animaux peuvent modifier leurs défenses anti-prédateurs en vieillissant et en se déplaçant vers des environnements nouveaux ou différents », conclut l'étude.

## Galerie

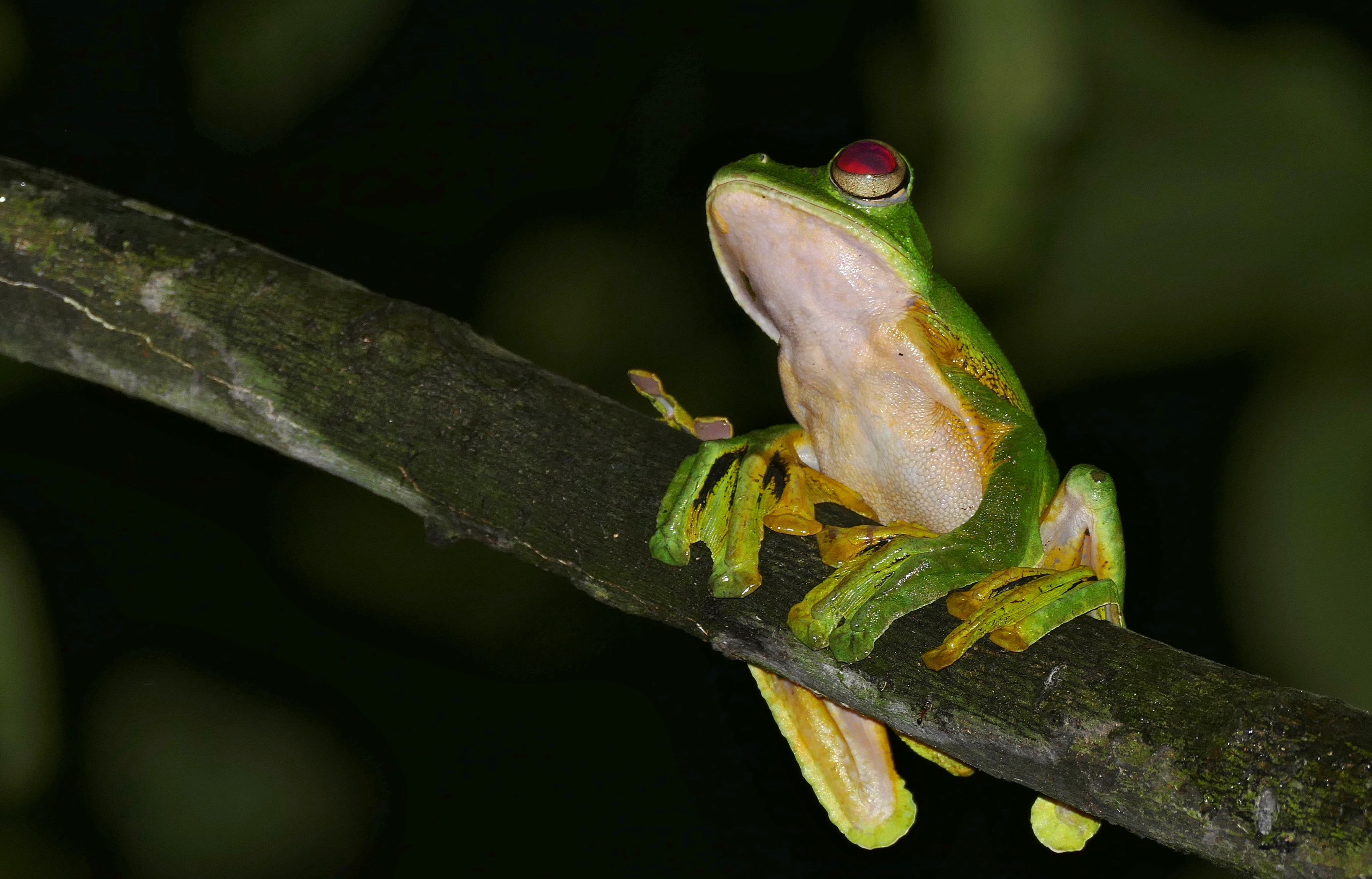
Rhacophorus nigropalmatus (Parc national du Gunung Mulu, Malaisie)
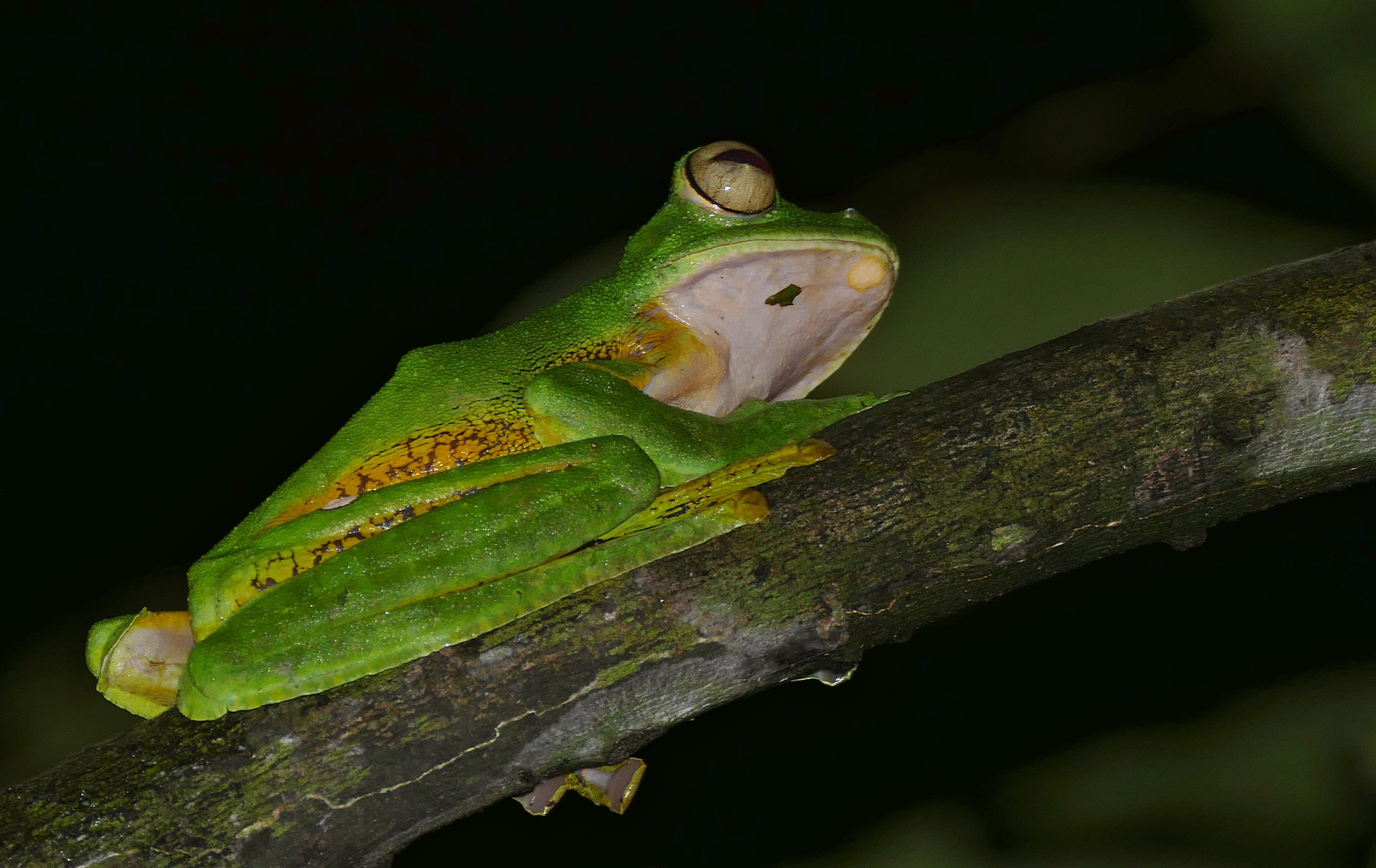
Rhacophorus nigropalmatus (Parc national du Gunung Mulu, Malaisie)
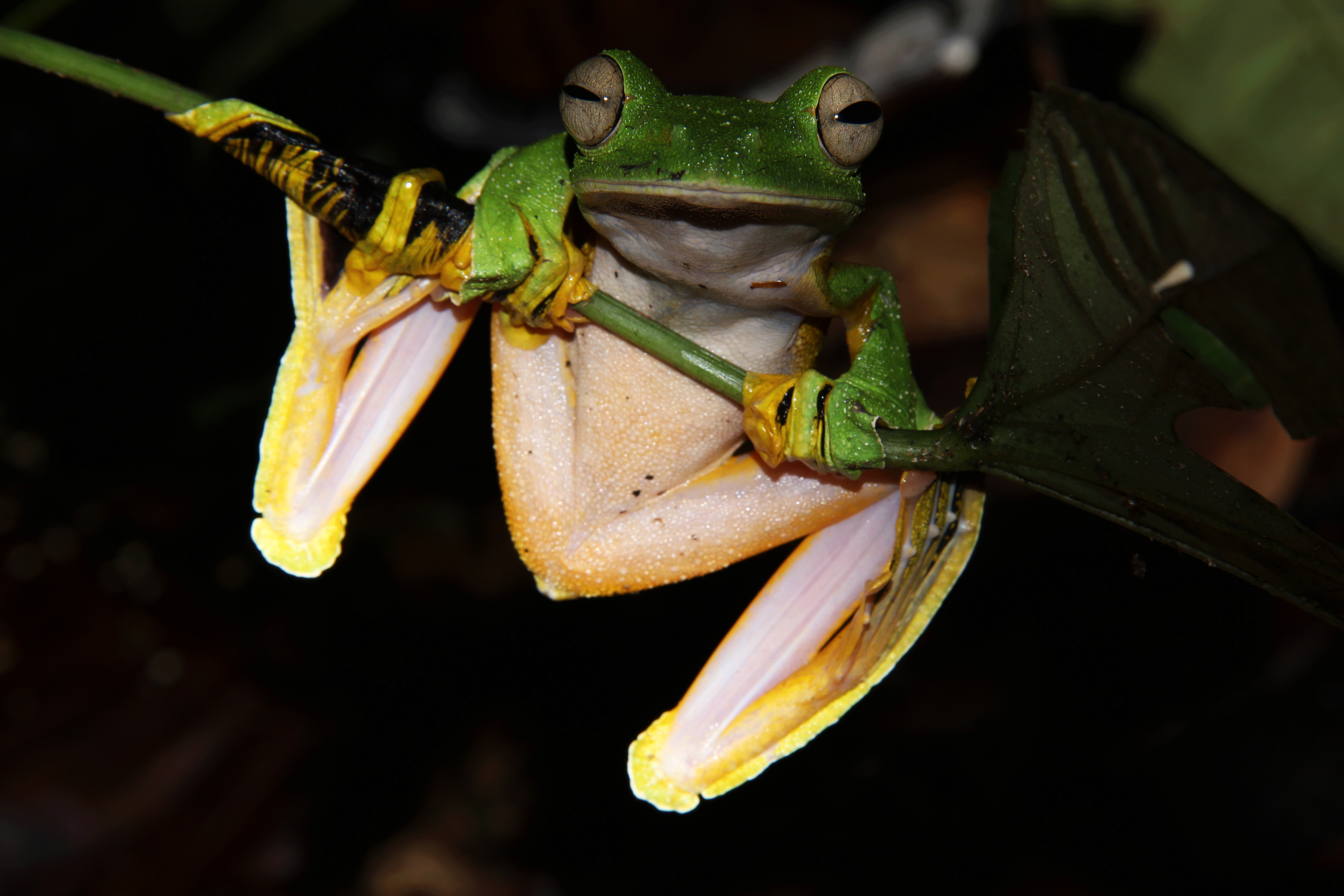
ปาดเขียวตีนดำ, Thaïlande

## Alimentation
La grenouille volante se nourrit d'insectes.

## Reproduction
La saison des amours a lieu à la saison des pluies. Elle s'effectue sur une branche  au-dessus d'un point d'eau, au début du printemps. C'est le mâle qui appelle la femelle en chantant, puis le mâle enserre la femelle sous les aisselles et l'étreint fermement lors de l'accouplement grâce aux coussinets qu'il a sur les pouces. La femelle sécrète une substance que le mâle va battre à l'aide de ses pattes postérieures ce qui permettra de former le nid qui une fois devenu ferme permettra à la femelle d'y pondre jusqu'à 800 œufs. Le mâle viendra ensuite les féconder. Les œufs vont éclore après deux ou trois jours, le nid va se détériorer et provoquer la chute des larves dans l'eau. Ces larves vivront dans l'eau jusqu'à la fin de leur métamorphose (trois semaines environ). Les jeunes grenouilles atteindront leur maturité sexuelle après deux ans.

## Publication originale
- Boulenger, 1895 : Descriptions of Four new Batrachians discovered by Mr. Charles Hose in Borneo. Annals and Magazine of Natural History, sér. 6, vol. 16, p. 169-170 (texte intégral)